# مروان طريطر
مروان طريطر، مواليد 30 مايو 1987 في تونس، هو لاعب كرة قدم تونسي.
لعب سابقاً في أندية النجم الساحلي و حمام سوسة و قوافل ققصة و هلال مساكن و جريدة توزر و الترجي الجرجيسي و مستقبل قصرين و مستقبل المرسى و نادي الحائط السعودي و اتحاد سليانة و هلال الرديف.